# Studio Kaag en Braassem
Studio Kaag en Braassem is de publieke lokale omroep van de gemeente Kaag en Braassem.

## Geschiedenis
Na een bestuurlijke fusie in augustus 2018 met de lokale omroep van de gemeente Alphen aan den Rijn, Studio Alphen, is de naam van de omroep veranderd naar Studio Kaag en Braassem. Met deze fusie kwam de naam KB Radio te vervallen.